# Amblygobius semicinctus
Amblygobius semicinctus là một loài cá biển thuộc chi Amblygobius trong họ Cá bống trắng. Loài này được mô tả lần đầu tiên vào năm 1833.

## Từ nguyên
Từ định danh semicinctus được ghép bởi hai âm tiết trong tiếng Latinh: semi ("một nửa") và cinctus ("quấn quanh"), hàm ý đề cập đến các vệt xanh óng viền đen ở nửa thân dưới của loài cá này.

## Phân bố và môi trường sống
A. semicinctus có phân bố trải dài từ bờ biển Mozambique đến biển Andaman, bao gồm hầu hết các đảo quốc trên Ấn Độ Dương. Gần đây loài này được ghi nhận ở Kavaratti, một đảo san hô thuộc Lakshadweep ở bờ tây nam Ấn Độ. Hình chụp của cá thể được cho là loài này tại tỉnh Phuket (Thái Lan) cần phải kiểm tra lại.
A. semicinctus sống trên nền phù sa của khu vực cửa sông và trong đầm phá, thường được tìm thấy ở độ sâu đến ít nhất là 20 m.

## Mô tả
Chiều dài cơ thể lớn nhất được ghi nhận ở A. semicinctus là 11 cm.
Số gai ở vây lưng: 6–7; Số tia ở vây lưng: 13–15; Số gai ở vây hậu môn: 1; Số tia ở vây hậu môn: 12–16; Số tia ở vây ngực: 18–22.

## Sinh thái
A. semicinctus sống theo cặp đơn phối ngẫu. Loài này ăn tảo sợi, các loài giáp xác nhỏ và giun nhiều tơ.